# Morti nel 1542
| Questa pagina contiene informazioni ricavate automaticamente dalle voci biografiche con l'ausilio del template Bio e di un bot. L'aggiornamento è periodico e automatico e ricostruisce completamente la pagina. Se manca una persona in questa lista, sei pregato di non aggiungerla, ma accertati piuttosto che la sua voce biografica contenga il template Bio e che i dati anagrafici siano correttamente compilati. Se il template Bio manca, inseriscilo tu stesso o, in alternativa, metti l'avviso {{tmp\|Bio}} che ne segnala la mancanza. Se i dati riportati sono sbagliati, correggi direttamente la voce biografica; le modifiche saranno visibili in questa lista entro pochi giorni. Per chiarimenti vedi il progetto biografie. La lista contiene solo le 62 persone che sono citate nell'enciclopedia e per le quali è stato implementato correttamente il template Bio. Pagina aggiornata al 10 apr 2025. |

## Gennaio(2)
- 6 gennaio - Bernard van Orley, pittore fiammingo
- 21 gennaio - Azai Sukemasa, militare giapponese (n. 1491)

## Febbraio(4)
- 1º febbraio - Girolamo Aleandro, cardinale e umanista italiano (n. 1480)
- 13 febbraio - Alessandro Cesarini, cardinale italiano
- 13 febbraio - Catherine Howard, nobildonna inglese (n. 1521)
- 13 febbraio - Jane Parker, nobildonna inglese

## Marzo(5)
- 1º marzo - Bia de' Medici, nobildonna italiana
- 3 marzo - Arturo Plantageneto, nobile e militare britannico
- 10 marzo - Giulia d'Aragona, principessa italiana (n. 1492)
- 17 marzo - Ruzante, drammaturgo, attore teatrale e scrittore italiano
- 26 marzo - Luigia Gonzaga, nobile italiana (n. 1458)

## Aprile(2)
- 3 aprile - Jaime de Conchillos, vescovo cattolico spagnolo
- 4 aprile - Andrea Mocenigo, politico e storico italiano (n. 1473)

## Maggio(2)
- 21 maggio - Hernando de Soto, esploratore e militare spagnolo
- 30 maggio - Jeanne Françoise de Foix, nobildonna francese

## Luglio(1)
- 15 luglio - Lisa Gherardini, nobildonna italiana (n. 1479)

## Agosto(5)
- 4 agosto - Pomponio Ceci, cardinale e vescovo cattolico italiano
- 9 agosto - Margaret FitzGerald, nobildonna irlandese
- 23 agosto - Girolamo Benivieni, poeta italiano (n. 1453)
- 24 agosto - Gasparo Contarini, cardinale e vescovo cattolico italiano (n. 1483)
- 29 agosto - Cristoforo da Gama, condottiero e esploratore portoghese (n. 1515)

## Settembre(2)
- 16 settembre - Pedro de Candia, condottiero greco
- 17 settembre - Dionisio Laurerio, cardinale e vescovo cattolico italiano (n. 1497)

## Ottobre(4)
- 3 ottobre - Costanzo Bentivoglio, nobile (n. 1489)
- 10 ottobre - Francesco Feliciano de Scolari, matematico italiano (n. 1470)
- 11 ottobre - Thomas Wyatt, poeta e diplomatico inglese (n. 1503)
- 18 ottobre - Giovanni Gaddi, letterato italiano (n. 1493)

## Novembre(2)
- 27 novembre - Andrea Buondelmonti, arcivescovo cattolico italiano (n. 1465)
- 27 novembre - Robert Radcliffe, I conte di Sussex, politico britannico (n. 1483)

## Dicembre(4)
- 14 dicembre - Giacomo V di Scozia, re (n. 1512)
- 18 dicembre - Solomonija Saburova, nobile russa
- 22 dicembre - Hieronymus Łaski, nobile e ambasciatore polacco (n. 1496)
- 26 dicembre - Albert Pigge, teologo, astronomo e matematico olandese (n. 1490)

## Senza giorno specificato(29)
- Achyuta Deva Raya, sovrano indiano
- Rodrigo Alemán, scultore e intagliatore spagnolo (n. 1470)
- Diego de Almagro il Giovane, avventuriero panamense (n. 1520)
- Antonello da Palermo, pittore italiano (n. 1467)
- Juan Boscán, poeta spagnolo (n. 1492)
- Cola Bruno, letterato italiano (n. 1480)
- Mercurio Bua, generale albanese (n. 1478)
- Giovanni Cianfanini, pittore italiano (n. 1462)
- Cristoforo Ciocca, pittore italiano (n. 1462)
- Vincenzo Dai Destri, pittore italiano
- Dominikus De Waghemakere, architetto fiammingo
- Dosso Dossi, pittore italiano
- Ruy Díaz de Isla, medico spagnolo (n. 1462)
- Pedro Fajardo, I marchese dei Vélez, politico e militare spagnolo
- Nikolaus Federmann, esploratore tedesco
- Ferdinando Serone, vescovo cattolico spagnolo
- Sebastian Franck, umanista tedesco (n. 1499)
- Agazio Guidacerio, umanista, linguista e filologo italiano (n. 1477)
- Peter Henlein, orologiaio tedesco (n. 1479)
- Malik Muhammad Jayasi, poeta indiano (n. 1477)
- Lapu-Lapu, re filippino
- Antonio di Simone Petrarca, storico italiano (n. 1470)
- Aurelia Petrucci, poetessa italiana (n. 1511)
- Bartolomeo Ramenghi, pittore italiano (n. 1484)
- Pedro Reinel, cartografo e navigatore portoghese
- Sebastiano de Rubeis, vescovo cattolico e scrittore italiano
- Christoph von Scheurl, giurista, politico e umanista tedesco (n. 1481)
- Jean Voulté, poeta francese (n. 1505)
- Michele Coltellini, pittore italiano